# 白衣镇 (平昌县)
白衣镇，是中华人民共和国四川省巴中市平昌县下辖的一个乡镇级行政单位。2020年5月，将原元石镇黄梅村所属行政区域划归白衣镇管辖。

## 行政区划
白衣镇下辖以下地区：
白衣庵社区、大河嘴社区居民社区、蹬子社区、云梯村、龙翔村、黄鹤村、长岭村、蒙溪村、凤凰村、大梁村、小廓村、圈井村、渔滩村、复元村、红坪村、红旗村、宝塔村、天井村、蒿坪村、龙凤村和水莲村。

## 中国传统村落
2013年8月，白衣庵社区被评为第二批中国传统村落。